# ماتسودایرا نوبوتسونا
ماتسودایرا نوبوتسونا (به ژاپنی: 松平 信綱 Matsudaira Nobutsuna) (۱۹ دسامبر، ۱۵۹۶ – ۴ مه، ۱۶۶۲) بک دایمیو در اوایل دوره ادو، که قلمرویش در کاواگوئه، سایتاما بود. اول به عنوان یک خدمتکار در خدمت سومین شوگون توکوگاوا ایه‌میتسو بود. وی بخاطر هوش خود مشهور بود و توانست نیروهای شوگون را به پیروزی نهایی بر شورشگران در شورش شیمابارا برساند. عنوان رسمی او «ایزو نو کامی» بود.